# Gunung Kasih
Gunung Kasih is een bestuurslaag in het regentschap Tanggamus van de provincie Lampung, Indonesië. Gunung Kasih telt 1513 inwoners (volkstelling 2010).